# Telki
Telki – wieś na Węgrzech, położona w komitacie Pest, w powiecie Budaörs.